# Cassian Folsom
Cassian Folsom OSB (* 26. März 1955 in Lynn (Massachusetts)) ist ein US-amerikanischer Liturgiewissenschaftler und Hochschullehrer.

## Biografie
Er war Benediktiner der Erzabtei St. Meinrad (einfache Gelübde 6. August 1980, 15. August 1983 feierliche Gelübde, 29. April 1984 Priesterweihe). Er erwarb 1989 das Doktorat am Pontificio Ateneo Sant’Anselmo. Er war Gründungsprior (1998) des Klosters San Benedetto (Norcia). Er lehrt als Professor am Anselmianum.

## Publikationen (Auswahl)
- The liturgical Books of the Roman Rite. A guide to the story of their typology and history. Napoli 2023, ISBN 979-12-80562-33-3. Rezension